# 方建華
方建華，中華人民共和國政治人物丶中國共產黨黨員丶中國人民解放軍少將軍階，曾仼江西省軍區副司令員兼仼軍區參谋長。   